# Amphicoma aurata
Amphicoma aurata är en skalbaggsart som beskrevs av Yawata 1942. Amphicoma aurata ingår i släktet Amphicoma och familjen Glaphyridae. Inga underarter finns listade i Catalogue of Life.